# 富尔达车站
富尔达车站（德語：Bahnhof Fulda）位于黑森州东部城市富尔达境内，是德国铁路网络的中央交通枢纽。其日均发送旅客约为20000人次。

## 路网连接

### 既有线
富尔达坐落于德国南北干线之中的贝布拉－富尔达铁路上，往南向可与金齐希河谷铁路和弗利登－格明登铁路相连。同样以南－北向经过富尔达的还有汉诺威－维尔茨堡高速铁路。而来自西部的福格尔斯山铁路和来自东部的伦山铁路亦均以富尔达作为终点。

### 新建线

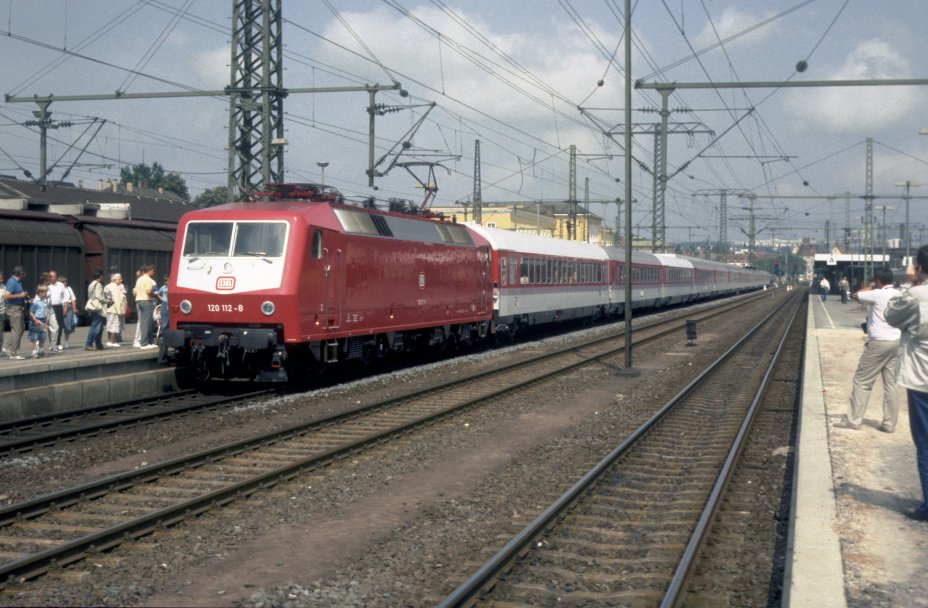
在高速铁路分段通车时开行的特别列车（1988年5月末）

在汉诺威－维尔茨堡高速铁路的规划中，最初是要往西绕行富尔达，城市需要通过位于马贝采尔和克采尔辖区的既有线与新线相连。然而，这种所谓的“1号方案（Variante I）”已在1970年代中期被摒弃。在1974年2月开始推进、关于线路在克尔莱－黑森/巴伐利亚边境区间的土地规划审批程序中，当局又引入了另外两个方案展开讨论：在所谓的“2号方案”中，新线也将向西绕过富尔达车站并在诺伊霍夫与既有线相连。而（后来基本落实的）“3号方案”则提出在尼希格至布隆采尔之间将新线与既有线并行伸展。德国联邦铁路最终在1976年选择了3号方案。1978年7月，随着土地规划审批程序在富尔达地区的完成，与既有线并行通过富尔达的线路走向正式确定。
根据运营理念，新建铁路与南北干线的轨道是采用并行伸展，为此两条线路之间的换乘应该能够在同向的每一个月台进行。新建铁路的轨道居于既有车站走向的中部，而南北干线的轨道则根据相应的方向居于两侧。对于这项工作，所有的现行轨道都需要进行改动，例如与街道及水域相交的桥梁。总体而言，在1984年至1991年期间，共提供了89项带有28项防护技术中间阶段的施工阶段，期间必须完全维持客运及货运站的正常运营。一个新的中央信号所是在1985年投入运作。1986年12月，南北干线通往法兰克福方向的轨道在一个新的位置上投入运营，通往哥廷根方向的轨道也随后在1987年10月完成。自1987年末起，则开始了通往卡塞尔方向的新建铁路的轨道建设。
在规划阶段，富尔达地区（从迪特斯汉隧道的南出入口直至240米长的弗里德河谷桥南端）是被纳入新建铁路中间路段的第17规划段。
新建铁路在卡塞尔枢纽的建造成本据估计约为每公里4000万德国马克。而在卡塞尔至富尔达之间的开放线路则下降至每公里3200万马克。

## 车站大楼

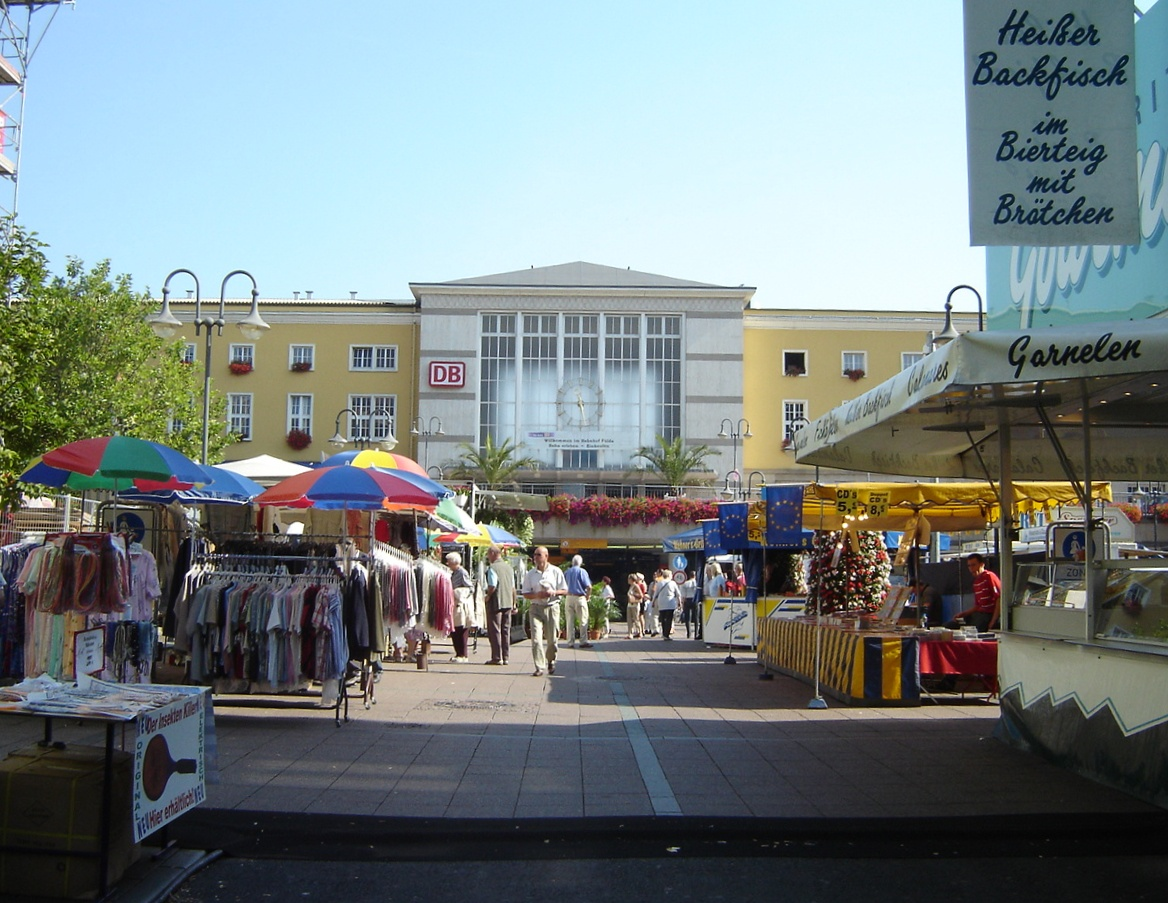
站前广场

在贝布拉－哈瑙铁路于1866年建成通车之初，富尔达车站仅有一个营业厅而仍未设车站大楼。后者一直持续至1875年4月1日才落成。其面积与当时的交通环境相匹配，在建筑上采用传统的圆拱式风格。在两层楼高的中间部分两侧是两个单层的侧翼，它们各自延伸至一个两层楼高的角亭。这幢建筑在第二次世界大战期间，即盟军于1944年9月11日对富尔达实施第一次大规模空袭时遭到广泛破坏。而在1944年12月的另一次空袭中，盟军则摧毁了铁路设施。
从1946年至1954年期间，当局在原车站大楼的墙基上根据席布勒及赫比希建筑师事务所（Schiebler & Helbich）的设计竖立起一座规模宏大的新建筑。它是由一个位于中央、并装有玻璃的接待大厅为主导。1964年还举办了关于站前广场的设计竞赛，最终由塞普·鲁夫的方案获得优胜。该方案提出将广场面朝市内的三侧以现代化建筑包裹，其中包括两座高层建筑，但最终未能实现。
作为兴建汉诺威－维尔茨堡高速铁路的一部分，富尔达车站也在1980年代进行了改造：向上通往站前大街的车站大楼被降低至地下室的高度并创建了一个新的入口区，因此轨道底部的行人隧道自此已位于地面层。通过对站前广场的地下化，车站大楼如今看起来更高，甚至比其落成之初更为雄伟。车站大楼西南侧的月台层则建起了一座巴士总站。

## 铁路设施

### 轨道
客运站共设有10条通过式轨道，其中的7条用作旅客运输到发，另外2条用作直通轨道。而10道则作为置留线供驻扎在富尔达的高速铁路救援列车使用。此外还有三条尽头线（36至38道）仅能从北向抵达，并主要服务于在福格尔斯山铁路运行、往来于吉森和林堡之间的区域列车。
客运站的南端是一个货运站，在过去曾在快货运输方面具有重要意义。如今则只有很少的货物运输在此到发。在诺伊霍夫进行钾盐装载的部分车皮也会在该站进行编组。此外，这里直至1990年代末还会办理集装箱运输的转运业务。富尔达在1979年以前还拥有一个编组站。它是自富尔达发展成为枢纽站后，被并入贝布拉编组站。
在南北干线的轨道之间建有两条新建铁路的到发线。而在新建铁路的轨道之间则是一条居中的越行线。尽管背靠车站大楼的1号月台保留办理区域运输的业务，但在西侧的2号和3号月台仍各有一条新建铁路和既有线的同向轨道。铁路设施为此也进行了定向运行的改造。
紧邻车站的西南侧和东北侧各有一条窄小的弯道（曲线半径600和675米）。列车在此处的限速为100km/h。由于空间限制，这一限速在新线建设的过程中也未能提高。
1961年9月30日，富尔达车站跟随哈瑙－富尔达区间的线路一同实现了电气化运营。

### 信号所
在客运站和货运站之间的彼得斯贝格大街（Petersberger Straße）旁，建有一个中央信号所（SpDrS 600型），它可对高速铁路从莫特格斯至朗根施瓦茨区间以及南北干线从克采尔至布尔格豪恩区间的列车运行进行控制。此外，它还会监控通往伦山区盖斯费尔德的线路上的行车信号。而欣费尔德信号所（Stellwerk Hünfeld）通常也是由富尔达进行远程控制。
经过为期一个半月的建设，有5层楼高、30米长和11米宽的信号所大楼在1983年中期举行了封顶仪式。信号所是在1985年投入运作，并在1983年至1990年的车站设施改造期间显著减负。在投入使用后，信号所后来还安装了一个远程控制总机以及用于线状列车控制装置的总机。
对于整体措施，包括信号机、通信工程、铁路供电、道床以及信号所和外部设施，在1983年所估计的总造价为3200万马克。
作为金齐希河谷铁路电气化改造的一部分，富尔达车站也已建成一座中继信号所。

### 车辆段
富尔达以往曾拥有自己的车辆段。在1954年春季，首台轨道巴士被配属至富尔达。它最初被运用于往希尔德斯方向的线路，其后也在通往伦山区盖斯费尔德的伦山铁路以及福格尔斯山铁路提供服务。
自1967年9月起，配属富尔达的VT98型动车组也可以进一步往北在贝布拉至奥伯苏尔之间使用，这是由于东德当局已在当时禁止西部的推挽式列车使用边境格尔斯通根车站的轉車盤。而在这项运行中，列车需要两次穿越德國國內邊界。自1975/76年的运行图调整起，轨道巴士结束在富尔达的配属，所有车辆均被转配至吉森车辆段。
在1990年代初，车辆段解散并继续作为火车司机的驻班室使用。至1990年代中期，包含扇形车库和转车盘在内的旧车辆段的所有业务都被迁移至维修车间，后者自那时起成为机车指挥的场所。在2006年12月10日起生效的运行图调整中，坎图斯交通公司接管了原由德铁区域运输经营、通往贝布拉和卡塞尔方向的列车服务。
旧车辆段原址在2011年被改造为一个汽车调整车间。

## 交通连结

### 长途运输
由于地处南北干线的中部，早在多年以前便有大量快速列车（例如在战后开行的著名列车“蓝龙胆号”）行经富尔达车站。车站在1977年的每日列车到发量最多达320班。
大部分经行汉诺威－维尔茨堡高速铁路的长途列车都会停靠富尔达车站。只有ICE-20号和22号线的列车以及柏林－法兰克福间的ICE短跑手会越行而不停该站。
| 线路        | 走向 | 走向 | 频率      |
| ----------- | --- | --- | --------- |
| ICE 11      | 柏林东 － 布伦瑞克 － 希尔德斯海姆 － 哥廷根 － 卡塞尔-威廉山 － 富尔达 － 哈瑙 － 法兰克福 － 曼海姆 － 斯图加特 － 乌尔姆 － 奥格斯堡 － 慕尼黑                                                                 | 柏林东 － 布伦瑞克 － 希尔德斯海姆 － 哥廷根 － 卡塞尔-威廉山 － 富尔达 － 哈瑙 － 法兰克福 － 曼海姆 － 斯图加特 － 乌尔姆 － 奥格斯堡 － 慕尼黑                                                                 | 两小时1班 |
| ICE 12      | 柏林东 － 沃尔夫斯堡 － 布伦瑞克 － 希尔德斯海姆 － 哥廷根 － 卡塞尔-威廉山 － 富尔达 － 哈瑙 － 法兰克福 － 曼海姆 － 卡尔斯鲁厄 － 奥芬堡 － 弗赖堡 － 巴塞尔巴登 － 巴塞尔瑞士                                 | 柏林东 － 沃尔夫斯堡 － 布伦瑞克 － 希尔德斯海姆 － 哥廷根 － 卡塞尔-威廉山 － 富尔达 － 哈瑙 － 法兰克福 － 曼海姆 － 卡尔斯鲁厄 － 奥芬堡 － 弗赖堡 － 巴塞尔巴登 － 巴塞尔瑞士                                 | 两小时1班 |
| ICE 25      | (吕贝克 －) 汉堡 － 汉诺威 － 哥廷根 － 卡塞尔-威廉山 － 富尔达 － 维尔茨堡 － 纽伦堡 － 慕尼黑 (－ 加尔米施-帕滕基兴)                                                                                            | (吕贝克 －) 汉堡 － 汉诺威 － 哥廷根 － 卡塞尔-威廉山 － 富尔达 － 维尔茨堡 － 纽伦堡 － 慕尼黑 (－ 加尔米施-帕滕基兴)                                                                                            | 每小时1班 |
| ICE 41      | (达姆施塔特 － 法兰克福 － 法兰克福机场 － 锡格堡/波恩 －) 科隆展会/道依茨 － 杜塞尔多夫 － 杜伊斯堡 － 埃森 － 波鸿 － 多特蒙德 － 哈姆 － 阿尔滕贝肯 － 卡塞尔-威廉山 － 富尔达 － 维尔茨堡 － 纽伦堡 － 慕尼黑 | (达姆施塔特 － 法兰克福 － 法兰克福机场 － 锡格堡/波恩 －) 科隆展会/道依茨 － 杜塞尔多夫 － 杜伊斯堡 － 埃森 － 波鸿 － 多特蒙德 － 哈姆 － 阿尔滕贝肯 － 卡塞尔-威廉山 － 富尔达 － 维尔茨堡 － 纽伦堡 － 慕尼黑 | 每日1班   |
| ICE 50      | 德累斯顿 － 德累斯顿-新城 － 莱比锡 － 埃尔福特 － 哥达 － 艾森纳赫 － 富尔达 － 法兰克福 － | 法兰克福机场 － 美因茨 － 威斯巴登 | 两小时1班 |
| ICE 50      | 德累斯顿 － 德累斯顿-新城 － 莱比锡 － 埃尔福特 － 哥达 － 艾森纳赫 － 富尔达 － 法兰克福 － | 达姆施塔特 － 曼海姆 － 凯泽斯劳滕 － 萨尔布吕肯 | 每日1对   |
| ICE 50 50 E | 莱比锡 － 埃尔福特 － 艾森纳赫 － 富尔达 － 法兰克福南 － 法兰克福机场 | 莱比锡 － 埃尔福特 － 艾森纳赫 － 富尔达 － 法兰克福南 － 法兰克福机场 | 两小时1班 |
| IC 50       | (柏林健康泉 － 维滕贝格 － 哈勒 －) 莱比锡 － 魏玛 － 埃尔福特 － 哥达 － 贝布拉 － 富尔达 － 哈瑙 － 法兰克福 | － 法兰克福南 － 法兰克福机场 | 每日1对   |
| IC 50       | (柏林健康泉 － 维滕贝格 － 哈勒 －) 莱比锡 － 魏玛 － 埃尔福特 － 哥达 － 贝布拉 － 富尔达 － 哈瑙 － 法兰克福 | － 达姆施塔特 － 海德堡 － 布鲁赫萨尔 － 卡尔斯鲁厄 | 每日1对   |
| IC 26       | 汉堡-阿尔托纳 － 汉诺威 － 哥廷根 － 卡塞尔-威廉山 － 富尔达 － 维尔茨堡 － 奥格斯堡 － | 肯普滕 － 奥伯斯多夫 | 个别班次  |
| IC 26       | 汉堡-阿尔托纳 － 汉诺威 － 哥廷根 － 卡塞尔-威廉山 － 富尔达 － 维尔茨堡 － 奥格斯堡 － | 慕尼黑 － 慕尼黑东 － 罗森海姆 － 弗赖拉辛 － 贝希特斯加登 | 个别班次  |

### 区域运输
在轨道短途客运方面，有以下区域快车和区域列车线路行经该站：
| 线路  | 走向 | 运营商         |
| ----- | --- | -------------- |
| RE 50 | 富尔达 － 弗利登 － 施吕希滕 － 韦希特尔斯巴赫 － 格尔恩豪森 － 哈瑙 － 奥芬巴赫 － 法兰克福南 － 法兰克福 | 德铁区域运输   |
| RB 35 | 富尔达 – 劳特尔巴赫 － 阿尔斯费尔德 － 米克 － 格林贝格 － 吉森                                            | 黑森州立铁路   |
| RB 51 | 富尔达 － 欣费尔德 － 巴特黑斯费尔德 － 贝布拉 － 卡塞尔-威廉山 － 卡塞尔                                  | 坎图斯交通公司 |
| RB 52 | 富尔达 － 吕特 － 伦山区盖斯费尔德                                                                         | 黑森州立铁路   |